# Incolia longipennis
Incolia longipennis là một loài bọ cánh cứng trong họ Tetratomidae. Loài này được Casey miêu tả khoa học đầu tiên năm 1900.